# Transit. Europäische Revue
Die Transit. Europäische Revue war eine seit Herbst 1990 zweimal jährlich erscheinende Kulturzeitschrift, die sich als Forum von Debatten sowohl zwischen mittel- und osteuropäischen sowie westeuropäischen als auch zwischen europäischen und nordamerikanischen Intellektuellen verstand. Die Zeitschrift wurde im Jahr 2018 nach dem fünfzigsten Heft eingestellt.
Transit wurde an dem von Krzysztof Michalski gegründeten Institut für die Wissenschaften vom Menschen (IWM) in Wien herausgegeben und im Verlag Neue Kritik verlegt. Chefredakteur ist IWM-Permanent Fellow Klaus Nellen. Zum Redaktionskomitee gehörten unter anderem Timothy Garton Ash, Claus Leggewie und Aleksander Smolar, zu den Autoren unter anderem Ralf Dahrendorf, François Furet, Bronisław Geremek, Charles S. Maier, Adam Michnik, Pierre Nora, Timothy Snyder und Charles Taylor.